# 每日放送 (韩国)
每日放送（／ Maeil Bangsong），简称MBN，前身為韓國24小時播送的新聞、財經的頻道，時稱每日經濟TV（매일경제TV），該期間也有DMB電台頻道。從2011年12月1日開始，MBN正式升格為綜合編成頻道，並採用現時的頻道名“每日放送”。2015年，姐妹台「M Money」更名為本頻道的舊稱每日經濟TV。

## 歷史
- 1993年9月23日，每日經濟TV於每日經濟新聞社（朝鲜语：매일경제신문）講堂舉行創立大會，宣佈由每日經濟新聞社（朝鲜语：매일경제신문）社長張大煥出任代表理事社長，常務白仁鎬出任代表理事專務[1]，並任命新聞評論員尹承鎭為電視台本部長[2]。
- 1995年3月1日，包括每日經濟TV在內的22個有線電視頻道首播，每日經濟TV的首個節目於早上8時30分播出[3]。
- 2009年10月5日提供高清电视
- 2011年10月旗下DMB電台广播結束（每日經濟TV時代）
- 2011年12月1日午夜開始，該頻道轉換至綜合編成頻道（종합편성채널），為綜編4社之一，同時頻道CI、名稱也更換。節目亦面向多元，除了主打的新聞經濟節目，也開始製作電視劇、娛樂、紀錄片、教養、音樂等類型節目。

### 爭議
MBN升格綜編頻道時，為籌取法定資本額，而以員工的名義向銀行借貸，卻未在資金計畫書中載明，涉嫌财务造假，因此在2020年10月30日被韩国放送通信委员会裁处停播六个月。原預計於2021年5月開始停播，但2月獲法院裁定停止執行處分。2022年11月，行政訴訟一審判決MBN敗訴，但MBN提起上訴，停止執行停播處份也再次獲准。

## 戲劇節目
- MBN情境喜劇（朝鲜语：MBN 시트콤）
  - 日日電視劇
  - 日日情境劇
  - 週末家庭劇
- MBN水木連續劇
- MBN周末特別企劃劇

### 最高收視率排行
- 以下記載本頻道原創戲劇單集全國最高收視。

| 排行 | 作品           | 最高收視 集數 | 單集最高收視 （尼爾森—全國） | 日期       | 檔期 |
| ---- | -------------- | ------------- | ---------------------------- | ---------- | ---- |
| 1    | 綁匪－盜取命運 | 20            | 9.759%                       | 2021/07/04 | 週末 |
| 2    | 優雅的家       | 16            | 8.478%                       | 2019/10/17 | 水木 |
| 3    | 世子消失了     | 8             | 3.636%                       | 2024/05/05 | 週末 |
| 4    | 我的危險妻子   | 12            | 3.403%                       | 2020/11/10 | 月火 |
| 5    | 天國的眼淚     | 24            | 3.305%                       | 2014/12/28 | 週末 |
| 6    | 心動警報       | 1             | 2.796%                       | 2017/05/21 | 水木 |
| 7    | 魔女之愛       | 1             | 2.255%                       | 2018/07/25 | 水木 |
| 8    | 馬成的喜悅     | 16            | 2.241%                       | 2018/10/25 | 水木 |

- 資料來源： [每日收視數據表] (AGB).   [2021-06-20]. （原始内容存档于2017-05-13） （韩语）.

## 綜藝節目
| 節目名稱                | 首播日期       | 結束日期       | 季數 | 類型     |
| ----------------------- | -------------- | -------------- | ---- | -------- |
| 成功紀錄片最棒          | 2011年10月26日 | 播放中         | 1    | 時事教養 |
| 珍貴的分享無限幸福      | 2011年12月4日  | 播放中         | 1    | 時事教養 |
| 開放TV 開放世界         | 2011年12月4日  | 播放中         | 1    | 時事教養 |
| 人文紀錄片 活著的話     | 2012年3月7日   | 播放中         | 1    | 時事教養 |
| 現場報道 特種世界       | 2012年3月9日   | 播放中         | 1    | 時事教養 |
| 天機泄露                | 2012年5月19日  | 播放中         | 1    | 時事教養 |
| 黃金蛋                  | 2012年5月21日  | 2017年8月28日  | 2    | 綜藝節目 |
| 黃金蛋                  | 2017年9月7日   | 2017年9月28日  | 2    | 綜藝節目 |
| 我是自然人              | 2012年8月22日  | 播放中         | 1    | 時事教養 |
| 出氣秀 蘿蔔泡菜         | 2012年11月17日 | 播放中         | 1    | 綜藝節目 |
| 拇指的帝王              | 2013年1月4日   | 播放中         | 1    | 綜藝節目 |
| 非常好奇的故事          | 2013年3月31日  | 2018年6月23日  | 1    | 時事教養 |
| 不可思議的故事 實際情況 | 2014年4月20日  | 播放中         | 1    | 時事教養 |
| Altoran                 | 2014年10月19日 | 播放中         | 1    | 綜藝節目 |
| 體育夜                  | 2015年3月11日  | 播放中         | 1    | 綜藝節目 |
| 充滿活力的週末 快樂生活 | 2016年3月27日  | 2018年6月24日  | 1    | 綜藝節目 |
| 旅行生活者吉普賽人      | 2016年8月25日  | 播放中         | 1    | 時事教養 |
| MBN週六焦點             | 2016年9月3日   | 播放中         | 1    | 時事教養 |
| 潘朵拉                  | 2017年2月16日  | 播放中         | 1    | 時事教養 |
| 就是這個味              | 2017年5月10日  | 2017年7月3日   | 1    | 綜藝節目 |
| 卒婚課程                | 2017年6月14日  | 2017年7月5日   | 1    | 時事教養 |
| 快樂來到我們家          | 2017年7月23日  | 2018年10月22日 | 1    | 綜藝節目 |
| 飛行少女                | 2017年9月4日   | 2018年7月16日  | 1    | 綜藝節目 |
| 生生情報院              | 2017年9月25日  | 播放中         | 1    | 時事教養 |
| 現實男女                | 2018年1月11日  | 2018年2月15日  | 2    | 綜藝節目 |
| 現實男女                | 2018年8月10日  | 2018年11月23日 | 2    | 綜藝節目 |
| 捐獻 and Take 請買吧    | 2018年11月30日 | 2019年2月15日  | 1    | 綜藝節目 |
| 曖昧升起之前            | 2019年1月14日  | 2019年4月2日   | 1    | 交友節目 |
| 今天也是演員            | 2019年2月14日  | 2019年5月6日   | 1    | 綜藝節目 |
| 戀愛DNA研究所X          | 2019年2月20日  | 2019年3月13日  | 1    | 交友節目 |
| 摩登家庭                | 2019年2月22日  | 播放中         | 1    | 綜藝節目 |
| 訓MAN正音               | 2019年4月27日  | 2019年7月13日  | 1    | 綜藝節目 |
| 最佳的一擊              | 2019年7月16日  | 2019年11月12日 | 1    | 綜藝節目 |
| 自然地                  | 2019年8月3日   | 播放中         | 1    | 綜藝節目 |
| 不會戀愛的男人們        | 2019年8月10日  | 2019年12月25日 | 1    | 交友節目 |
| 聽海濤聲                | 2019年8月11日  | 2019年9月1日   | 1    | 綜藝節目 |
| SignHere                | 2019年8月22日  | 2019年10月31日 | 1    | 綜藝節目 |
| 奧地GO                  | 2019年9月9日   | 2019年10月14日 | 1    | 綜藝節目 |
| 我們能再次相愛嗎        | 2019年11月13日 | 2020年1月29日  | 1    | 交友節目 |
| Voice Queen             | 2019年11月21日 | 2020年1月23日  | 1    | 競技節目 |
| 親韓綜藝                | 2020年1月7日   | 播放中         | 1    | 綜藝節目 |
| 女王的戰爭Trot Queen    | 2020年2月5日   | 播放中         | 1    | 競技節目 |
| 地球防衛隊              | 2020年2月13日  | 播放中         | 1    | 綜藝節目 |

## 新聞節目
- 2014年12月1日－2019年9月20日：《NEWS BIG 5（朝鲜语：뉴스 BIG 5）》[12]
- 2014年9月22日－2019年12月13日：《News & Issue（朝鲜语：뉴스 & 이슈）》
- 2019年9月29日－2019年12月15日：《週日時事（朝鲜语：일요시사 (MBN)）》

## 播放中節目

### 凌晨時段
| 播出時段            | 首播日期       | 節目名稱               | 節目類型 | 參考資料 |
| ------------------- | -------------- | ---------------------- | -------- | -------- |
| 星期六 00:30－01:30 | 2011年12月4日  | 《珍貴的分享無限幸福》 | 教養節目 |          |
| 星期四 02:00－02:30 | 2015年3月11日  | 《體育夜》             | 綜藝節目 |          |
| 星期六 05:10－05:40 | 2011年10月26日 | 《成功紀錄片最棒》     | 教養節目 |          |
| 星期六 05:40－06:20 | 2016年9月3日   | 《MBN週六焦點》        | 教養節目 |          |

### 上午時段
| 播出時段                                      | 首播日期       | 節目名稱              | 節目類型 | 參考資料 |
| --------------------------------------------- | -------------- | --------------------- | -------- | -------- |
| 星期五 06:00－07:00                           | 2011年12月4日  | 《開放TV 開放世界》   | 教養節目 |          |
| 星期一至五 08:00－09:00                       | 2013年3月4日   | 《Good Morning MBN》  | 新聞節目 |          |
| 星期六、日 08:40－10:00                       | 2011年12月3日  | 《MBN NEWSWIDE 週末》 | 新聞節目 |          |
| 星期一至五 09:00－10:20、 星期六 10:00－11:20 | 2013年3月4日   | 《早晨&每日經濟》     | 新聞節目 |          |
| 星期日 10:00－11:20                           | 2019年12月22日 | 《時事Special》       | 新聞節目 |          |
| 星期一至五 10:20－10:30                       | 2015年7月15日  | 《全國網絡新聞》      | 新聞節目 |          |
| 星期一至五 10:30－11:40                       | 2017年9月25日  | 《生生情報院》        | 教養節目 |          |

### 下午時段
| 播出時段                | 首播日期      | 節目名稱          | 節目類型 | 參考資料 |
| ----------------------- | ------------- | ----------------- | -------- | -------- |
| 星期一至五 15:40－17:00 | 2019年9月23日 | 《MBN Pressroom》 | 新聞節目 | [ 12 ]   |
| 星期一至五 17:00－18:10 | 2014年12月1日 | 《News Fighter》  | 新聞節目 |          |

### 晚間時段
| 播出時段                | 首播日期       | 節目名稱                    | 節目類型 | 參考資料 |
| ----------------------- | -------------- | --------------------------- | -------- | -------- |
| 星期一至五 18:10－19:30 | 2012年2月4日   | 《MBN NEWSWIDE》            | 新聞節目 |          |
| 星期一至日 19:30－20:30 | 2012年4月7日   | 《MBN綜合新聞》             | 新聞節目 | [ 12 ]   |
| 星期二 20:30－21:50     | 2013年1月4日   | 《拇指的帝王》              | 綜藝節目 |          |
| 星期五 20:30－21:50     | 2012年5月19日  | 《天機泄露》                | 教養節目 |          |
| 星期六 21:20－22:50     | 2019年8月3日   | 《自然地》                  | 綜藝節目 |          |
| 星期一 21:30－23:00     | 2017年2月16日  | 《潘朵拉》                  | 教養節目 |          |
| 星期四 21:30－23:00     | 2020年2月13日  | 《地球防衛隊》              | 綜藝節目 |          |
| 星期日 21:30－22:50     | 2014年4月20日  | 《不可思議的故事 實際情況》 | 教養節目 |          |
| 星期二 21:50－23:00     | 2012年3月7日   | 《人文紀錄片 活著的話》     | 教養節目 |          |
| 星期三 21:50－23:00     | 2012年8月22日  | 《我是自然人》              | 教養節目 |          |
| 星期五 21:50－23:00     | 2012年3月9日   | 《現場報道 特種世界》       | 教養節目 |          |
| 星期六 22:50－00:50     | 2012年11月17日 | 《出氣秀 蘿蔔泡菜》         | 綜藝節目 |          |
| 星期日 22:50－00:20     | 2014年10月19日 | 《Altoran》                 | 綜藝節目 |          |
| 星期二 23:00－00:40     | 2020年10月8日  | 《Miss Back》               | 綜藝節目 |          |
| 星期三 23:00－01:00     | 2020年2月5日   | 《女王的戰爭Trot Queen》    | 綜藝節目 |          |
| 星期四 23:00－00:10     | 2016年8月25日  | 《旅行生活者吉普賽人》      | 教養節目 |          |
| 星期五 23:00－00:30     | 2019年2月22日  | 《摩登家庭》                | 綜藝節目 |          |

## 外部連結
- 官方网站
- MBN新聞節目的Instagram帳戶
- MBN戲劇節目的Instagram帳戶
- MBN綜藝節目的Instagram帳戶